# MILAN (противотанковый ракетный комплекс)
«MILAN» (фр. Missile d´infanterie léger antichar, буквально «лёгкая пехотная противотанковая ракета») — франко-германский переносной противотанковый ракетный комплекс (ПТРК), разработанный совместно компаниями Аэроспасьяль и Мессершмитт-Бёльков-Блом (сокр. MBB). 
ПТРК «MILAN» был принят на вооружение в 1972 году и наряду с американским TOW получил наиболее широкое распространение среди используемых в мире ПТРК. Относится к противотанковым ракетным комплексам второго поколения. Ракетный комплекс состоит из пусковой трубы-контейнера с ракетой и пусковой установки, состоящей из прицела, электронного блока, пульта управления и источника питания.

## Модификации
Существуют следующие модификации ПТРК «Милан»:
- Milan : принят на вооружение в 1972 году.
- Milan 2 : модификация с тепловизионным прицелом «Мира-2», производилась с 1984 года, а с 1985 поставлена в войска ФРГ и Франции.
- Milan 2T : модификация с тандемной кумулятивной боевой частью (1993).
- Milan 3 : дальнейшая модификация (1996).
- Milan ER : модификация с увеличенной дальностью стрельбы (до 3000 м).

Кроме того существуют различные модификации ПТРК в самоходном исполнении.
- Ракета
- «Милан» ранней модели
- «Милан-2» с ночным прицелом
- «Милан-3»
- Современная модификация
- Milan ER
- MILAN Бундесвера, оборудованный системой ADGUS
- Самоходный ПТРК (колёсный)
- Самоходный ПТРК (гусеничный)
- Подрыв БЧ

## Тактико-технические характеристики
| ТТХ                               | Milan                                     | Milan 2                                   | Milan 2T                                  | Milan 3                                   | Milan ER                                  |
| --------------------------------- | ----------------------------------------- | ----------------------------------------- | ----------------------------------------- | ----------------------------------------- | ----------------------------------------- |
| Год принятия на вооружение        | 1972                                      | 1985                                      | 1993                                      | 1996                                      | 2011                                      |
| Масса комплекса, кг               |                                           |                                           | 37,2 кг                                   |                                           | 34                                        |
| Масса ракеты, кг                  |                                           | 6,73                                      | 6,6 кг                                    |                                           |                                           |
| Масса ракеты в ТПК, кг            |                                           |                                           |                                           |                                           | 13                                        |
| Длина ракеты, мм                  |                                           |                                           | 769                                       |                                           |                                           |
| Длина ТПК, мм                     |                                           | 918                                       | 900                                       |                                           | ~1200                                     |
| Размах крыла, мм                  | 260 (267)                                 | 260 (267)                                 | 260 (267)                                 | 260 (267)                                 | 260 (267)                                 |
| Диаметр корпуса, мм               | 125                                       |                                           | 115                                       |                                           | 125                                       |
| Начальная скорость полёта, м/с    | 75                                        | 75                                        | 75                                        | 75                                        | 75                                        |
| Максимальная скорость полёта, м/с | 200                                       | 200                                       | 200                                       | 200                                       | 200                                       |
| Дальность стрельбы, м             | 400(25)-2000                              | 400(25)-2000                              | 400(25)-2000                              | 400(25)-2000                              | 25-3000                                   |
| Бронепробиваемость                | 350 мм                                    | 800 мм                                    | 880                                       |                                           | ≥ 1000мм после современной ДЗ             |
| Боевая часть                      | кумулятивная                              | K115 — кумулятивная                       | тандемная кумулятивная                    | тандемная кумулятивная                    | тандемная кумулятивная                    |
| Масса БЧ, кг                      |                                           | 2,7                                       |                                           |                                           |                                           |
| Диаметр БЧ, мм                    | 103                                       | 115                                       | 117                                       | 117                                       | 115                                       |
| Тип и масса ВВ                    | 1,2 кг октолита                           | 1,8 кг LX-14                              |                                           |                                           | нет данных                                |
| Система управления                | командная полуавтоматическая, по проводам | командная полуавтоматическая, по проводам | командная полуавтоматическая, по проводам | командная полуавтоматическая, по проводам | командная полуавтоматическая, по проводам |
| Скорострельность, выстр./мин.     |                                           | 3-4                                       |                                           |                                           |                                           |

## На вооружении
- Армения — неизвестное количество на хранении по состоянию на 2022 год.
- Афганистан — неизвестное количество осталось от контингентов НАТО.
- Бразилия — 400 штук по состоянию на 2020 год. Планируется замена на MSS 1.2 AC.
- Германия — 1648 штук переносных пусковых установок; БМП Мардер-1, начиная с версии А1 и БТР Фукс в модификации ПТРК.
- Греция — 400 ПУ Milan-1 поставлено 1970-х гг.[8] Во второй половине 2000-х 147 ПУ были модернизированы до уровня Milan-2 и получили тепловизор MILIS.[9]
- Египет — несколько сот переносных пусковых установок на вооружении армии с 1970-х гг.[10]
- Индия — Milan-2 и Milan-2T с 1985 года выпускаются по лицензии на заводах компании Bharat Dynamics[англ.][11]. Между 1986 и 2024 годами было произведено более 30 тыс. единиц и законтрактовано ещё 4100.[12]
- Иордания — 45 ПУ Milan-2 для БМП AIFV и 358 ракет к ним поставлены в 2000-х годах.
- Ирак — неустановленное количество ракет находилось на вооружении армии с 1970-х гг.;[13]Помимо этого, в 2014 году 30 ПУ и 500 ракет Milan-2 переданы с хранения Бундесвера Пешмерге.
- Италия — 1000 штук переносных пусковых установок; БТР Puma в модификации ПТРК. Всего имела на вооружении 1521 ПУ и более 17 тыс. ракет к ним.
- Кипр — до 100 единиц по состоянию на 2021 год
- Кения — неизвестное количество по состоянию на 2021 год[14]
- Ливан — неустановленное количество находилось на вооружении армии с 1970-х гг.[15]
- Ливия  — 1000 MILAN-3 [16]поставлены из Франции с 2008 по 2011 год. По состоянию на конец 2011 года в строю оставалось 400 штук.
- ОАЭ  — некоторое количество остаётся на хранении. В 2021 году начат переход на ПТРК Javelin.
- Португалия  — 137 ПУ и некоторое количество ракет по состоянию на 2022 год. Планируется переход на MMP Akeron.
- Сирия — неизвестное количество закуплено в 1979-1980 гг.,[17] использовались в Ливане в 1982 году[18].
- Сомали — неустановленное количество находилось на вооружении армии с 1970-х гг.[19]
- Турция — долгое время был основным переносным ПТРК, ныне в строю остаётся около 150 ПУ и начался переход на KARAOK.
- Украина — Франция и Италия передали несколько сотен в 2022-2023 годах[20]
- Уругвай — до 1000 куплены у Франции и Германии с хранения. По состоянию на 2021 год используется до 400.
- Франция — 1440 штук переносных пусковых установок; БТР VAB в модификации VCAC MILAN.
- ЦАР  — 10 пусковых установок по состоянию на 2018 год[21]
- ЮАР — несколько тысяч ПТРК Milan куплены у Франции, Португалии и Италии в 1970-х. По состоянию на 2013 год в строю оставалось не менее 340 штук.

### Бывшие эксплуатанты
- Австралия — состояли на вооружении армии с 1970-х гг.[10]. Списаны в 1993-1994 годах и заменены на ПТРК Javelin в начале 2000-х.
- Бельгия — 65 штук переносных пусковых установок на вооружении армии с 1970-х гг.[22] и ещё 330 закуплено в 1979-1980 гг.[23]. Списаны и заменены на Spike-LR в 2010-х.
- Великобритания — «Милан» с 1979 года производился в Великобритании по лицензии,[24] находился на вооружении армии[23] и королевской морской пехоты[25]. Заменены на ПТРК Javelin в 2003-2004 годах.
- Ирландия — неустановленное количество закуплено в 1979-1980 гг.[26]Заменены на ПТРК Javelin в 2003-2004 годах
- Испания — 442 штуки переносных пусковых установок на вооружении армии с 1970-х гг.[26]Списаны и заменены на Spike в 2010-х.
- Тунис
- Эстония — некоторое количество передано странами ЕС в 1990-х. Заменены на ПТРК Javelin Block 0 в 2018 году.

## Боевое применение
Смонтированные на пикапах комплексы успешно использовались против ливийской бронетехники во время чадско-ливийской войны.
Применялся Ираком в ходе войны с Ираном. 7 октября 1982 года иракцы с помощью противотанковой ракеты «Милан» сбили иранский боевой вертолёт AH-1J Кобра, пилот был убит на месте, оператор был ранен. Это единственный известный случай сбития из ПТРК Milan летательного аппарата.
Применялся войсками антииракской коалиции в ходе операции «Буря в пустыне». Описан случай, когда противотанковое отделение, вооруженное ПТУР «Милан», уничтожило по крайней мере шесть танков Т-55.
27 августа 2016 года курды уничтожили два танка M60 турецких вооруженных сил которые вторглись на территорию Сирии, один танкист был убит и трое ранено.
Применяется курдскими повстанцами (сепаратистами) против вооружённых сил Ирака. 20 октября 2017 года курды возле города Альтун Купри с помощью ПТУР «Милан» уничтожили иракский танк «Абрамс» и несколько «Хаммеров».
Белорусские добровольцы из батальона "Волат" входящего в состав ВСУ, разбили российский наблюдательный пункт с помощью ПТУР «Милан» в районе Бахмута.